# Bilkas
Bilkas (arab. بلقاس, Belqas, Bilkas, Belkas) – miasto w północnym Egipcie, w muhafazie Ad-Dakahlijja, w Delcie Nilu.